# 巴嘎乡
巴嘎乡（藏語：བར་ག་ཤང༌།，藏语拼音：Parga Xang），是中华人民共和国西藏自治区阿里地区普兰县下辖的一个乡。
乡政府驻岗萨村（藏語：གངས་ས་གྲོང་ཚོ།，藏语拼音：Kangsa Chongco；又名岗莎村）中心的塔尔钦集镇（藏語：དར་ཆེན།，藏语拼音：Tarqên），也通称“巴嘎乡”。此外，岗萨村还辖有巴嘎村（30°51'11.9"N 81°25'35.3"E）和原巴噶区驻地纳陆汝村（Nalugro，ན་ལུག་རོ，30°50'31.6"N 81°26'41.2"E）等若干自然村。

## 行政区划
巴嘎乡下辖以下地区：
岗萨村和雄巴村。
岗萨村位于冈仁波齐峰以南10公里，雄巴村（藏語：གཞུང་པ་གྲོང་ཚོ།，藏语拼音：Xungba Chongco）位于玛旁雍错湖畔。